# Bankdata
Bankdata er et dansk it-selskab, der beskæftiger sig med softwareudvikling og vedligeholdelse af it-løsninger til store dele af finanssektoren i Danmark. Virksomheden er ejet af sine kunder og er med ca. 1.000 ansatte en af Danmarks største. 
Kunderne er bankerne Jyske Bank, Sydbank, Sparekassen Sjælland-Fyn, Kreditbanken, Ringkjøbing Landbobank, Skjern Bank, Nordfyns Bank og Djurslands Bank.
Konkurrenterne er bankcentralerne BEC Financial Technologies og SDC. 
Virksomhedens hovedkontor er beliggende i Fredericia, men har også kontorer i Silkeborg og Aarhus.